# Liste der Naturschutzgebiete im Landkreis Germersheim
Im rheinland-pfälzischen Landkreis Germersheim liegen die in der Tabelle aufgeführten Naturschutzgebiete.
| Name                                | Bild | Kennung                           | Kreis                                                | Einzelheiten | Position | Fläche Hektar | Datum |
| ----------------------------------- | ---- | --------------------------------- | ---------------------------------------------------- | --- | -------- | ------------- | ----- |
| Bruchbach-Otterbachniederung        |      | NSG-7300-103, 334103 WDPA: 64667  | Landkreis Germersheim, Landkreis Südliche Weinstraße | Jockgrim, Kandel, Minfeld, Freckenfeld, Schaidt, Steinfeld, Kapsweyer, Schweighofen Talbereiche entlang des Bruch- und Otterbaches, Röhrichte, Feucht- und Nasswiesen, Hochstaudenfluren, Großseggenrieder sowie naturnahe Waldflächen                                     | ⊙        | 1.543,18      | 1988  |
| Brückenkopf                         |      | NSG-7300-040, 334038 WDPA: 81468  | Landkreis Germersheim                                | Germersheim Feuchtgebiet mit seltenen Tier- und Pflanzenarten | ⊙        | 35,65         | 1982  |
| Eichtal-Brand                       |      | NSG-7300-188, 334191 WDPA: 162892 | Landkreis Germersheim                                | Bellheim, Hördt, Sondernheim standorttypische, naturnahe Waldbestände sowie extensiv genutztes Grünland mit Gebüschen, Hecken, Einzelbäumen, Seggen- und Röhrichtbeständen und naturnahen Still- und Fließgewässern                                                        | ⊙        | 284,11        | 1996  |
| Goldgrund                           |      | NSG-7300-191, 334193 WDPA: 163278 | Landkreis Germersheim                                | Maximiliansau, Hagenbach, Neuburg am Rhein standorttypische, naturnahe Waldbestände sowie extensiv genutztes Grünland mit Gebüschen, Hecken, Einzelbäumen, Seggen- und Röhrichtbeständen und naturnahen Still- und Fließgewässern                                          | ⊙        | 309,58        | 1997  |
| Hördter Rheinaue                    |      | NSG-7300-011, 334008 WDPA: 4399   | Landkreis Germersheim                                | Hördt, Leimersheim, Sondernheim | ⊙        | 851,38        | 1966  |
| Im Willig                           |      | NSG-7300-163, 334162 WDPA: 163893 | Landkreis Germersheim                                | Sondernheim ehemalige Ziegelei-Tongruben und ihrer Umgebung; offene Wasserflächen, Flachwasser- und Verlandungsbereiche, Röhrichtzonen, teils auwaldähnliche Wald- und Gebüschgesellschaften, Ruderalfluren und Feuchtwiesen                                               | ⊙        | 55,95         | 1991  |
| Jockgrimer Tongruben                |      | NSG-7300-140, 334140 WDPA: 163950 | Landkreis Germersheim                                | Jockgrim, Wörth am Rhein (Gemarkung Bienwald) ehemalige Tongruben sowie angrenzende Bereiche; mit offenen Wasserflächen, Flachwasser- und Uferzonen, Sandflächen, Altholzinseln und anmoorigen Auewiesen                                                                   | ⊙        | 53,88         | 1990  |
| Kleines Altwasser                   | BW   | NSG-7300-051, 334048 WDPA: 164131 | Landkreis Germersheim                                | Neuburg am Rhein Altrheinzug mit Wasserflächen, Verlandungszonen, Schilf- und Riedflächen | ⊙        | 8,28          | 1983  |
| Lauterniederung                     |      | NSG-7300-042, 334040 WDPA: 82079  | Landkreis Südliche Weinstraße, Landkreis Germersheim | Schweighofen, Kapsweyer, Steinfeld, Scheibenhardt Talaue der Lauter mit noch naturnahem Gewässerbett, Erlenbruchwäldern, Schilf - und Riedflächen, Sukzessionsflächen auf ehemaligen Streuwiesen und einem Moor                                                            | ⊙        | 207,53        | 1982  |
| Neuburger Altrhein, südlicher Teil  |      | NSG-7300-052, 334049 WDPA: 82229  | Landkreis Germersheim                                | Neuburg am Rhein verlandeter Altrheinteil mit Verlandungszonen und ausgedehnten Schilf- und Riedflächen | ⊙        | 14,51         | 1983  |
| Neuburger Altrhein, westlicher Teil |      | NSG-7300-053, 334050 WDPA: 82230  | Landkreis Germersheim                                | Neuburg am Rhein Altrheingebiet mit Wasserflächen des sogenannten Panzergrabens, Verlandungszonen und Schilf- und Riedflächen | ⊙        | 17,41         | 1983  |
| Riedried                            |      | NSG-7300-073, 334071 WDPA: 165177 | Landkreis Germersheim                                | Büchelberg, Wörth am Rhein Schwarzerlenbruch mit Niedermoor sowie einer Wiese | ⊙        | 25,47         | 1984  |
| Rußheimer Altrhein                  |      | NSG-7300-065, 334060 WDPA: 165266 | Landkreis Germersheim                                | Germersheim typisches Rheinauegebiet der Mäanderzone mit Wasser- und Verlandungsbereichen, Weich- und Hartholzauewäldern | ⊙        | 46,68         | 1984  |
| Schwarzwald                         |      | NSG-7300-192, 334194 WDPA: 165516 | Rhein-Pfalz-Kreis, Landkreis Germersheim             | Mechtersheim, Lingenfeld Überflutungsaue des Rheins mit Weichholz- und Hartholzbeständen, extensiv genutzte Wiesenbereiche, Altholz- und Kopfweidenbestände, Altrheingewässer und Schluten, Kiesseen, Sand-, Kies- und Schlammflächen, Flußröhrichte und Hochstaudenfluren | ⊙        | 340,97        | 1997  |
| Stixwörth                           |      | NSG-7300-046, 334044 WDPA: 82646  | Landkreis Germersheim                                | Hagenbach, Neuburg am Rhein Auwaldgebiete mit Altrheinzug und den ehemaligen Schluchten und Altholzbeständen, Verlandungszonen, Schilf- und Riedflächen | ⊙        | 161,53        | 1983  |
| Legende für Naturschutzgebiet       |      |                                   |                                                      | |          |               |       |